# Pseudagrion massaicum
Pseudagrion massaicum är en trollsländeart som beskrevs av Sjöstedt 1909. Pseudagrion massaicum ingår i släktet Pseudagrion och familjen dammflicksländor. IUCN kategoriserar arten globalt som livskraftig. Inga underarter finns listade i Catalogue of Life.